# Distrito de Lembá
El distrito de Lembá es uno de los 7 distritos que conforman al país africano de Santo Tomé y Príncipe. Aunque su población es relativamente escasa, llegando apenas a los 15,370 habitantes, resulta el segundo en superficie, con aproximadamente 229 km². La capital del distrito es Neves.

## Población

### Evolución demográfica
- 1940 6.885 habitantes (11.4% del total nacional)
- 1950 6.196 (10.3% del total nacional)
- 1960 6.196 (9.7% del total nacional)
- 1970 6.206 (8.4% del total nacional)
- 1981 7.905 (8.2% del total nacional)
- 1991 9.016 (7.7% del total nacional)
- 2001 10.696 (7.8% del total nacional)[1]
- 2012: 15,370[1]

## Centros poblados
- Neves
- Santa Catarina

## Servicios
Lembá tiene escuelas, colegios, un liceo (escuela media), un estadio, iglesias, playas, un pequeño puerto y unas pocas plazas. 